# Truyère
La Truyère /tʀyˈjɛʀ/ è un fiume della Francia. Scorre nei dipartimenti della Lozère, del Cantal e dell'Aveyron. È l'affluente principale del Lot, nel quale essa confluisce alla riva destra. Si tratta dunque di un subaffluente della Garonna.

## Percorso
Nasce nel massiccio della Margeride e dopo un percorso di 170 km si getta nel Lot a valle di Entraygues-sur-Truyère.

### Dipartimenti e principali comuni attraversati
- Lozère: Le Malzieu-Ville, Chaulhac, Saint-Léger-du-Malzieu, Rimeize, Blavignac, Saint-Pierre-le-Vieux, Fontans, Saint-Gal, Serverette
- Cantal: Saint-Martial, Chaliers, Oradour, Fridefont, Alleuze, Faverolles, Neuvéglise
- Aveyron: Entraygues-sur-Truyère, Thérondels, Cantoin, Montézic, Brommat

## Principali affluenti
- il Torrente di Rieutortet: 8,9  km
- il Mézère: 15,5  km
- il Triboulin: 16,4  km
- la Rimeize: 37,3  km
- la Limagnole: 15,9  km
- il Torrente della Gardelle: 11,5  km
- il Torrente di Galastre: 11,5  km
- il Torrente dei Planchettes: 9,8  km
- il Torrente della Roche:  13,8  km
- il Torrente di Mongon:  0,6  km

- il Torrente di Arcomie: 19,6  km
- l'Ander: 36,2  km
- il Torrente delle Ternes: 22,6  km
- il Bès: 66,7  km
- il Torrente de Chalivet: 8,3  km
- il Remontalou: 15,4  km
- il Torrente dell'Épie: 27,6  km
- il Torrente di Lévandès: 14,9  km
- il Lebot: 22,7  km
- il Vezou: 13,1  km

- il Cantoinet: 11,4  km
- il Brezons: 28,5  km
- l'Argence: 23,9  km
- il Torrente delle Ondes: 13,3  km
- la Bromme: 28,7  km
- il Torrente dei Vergnes: 10  km
- il Torrente di Gouzou: 11,1  km
- il Goul: 52  km
- la Selves:  44,5  km

## Immagini del fiume

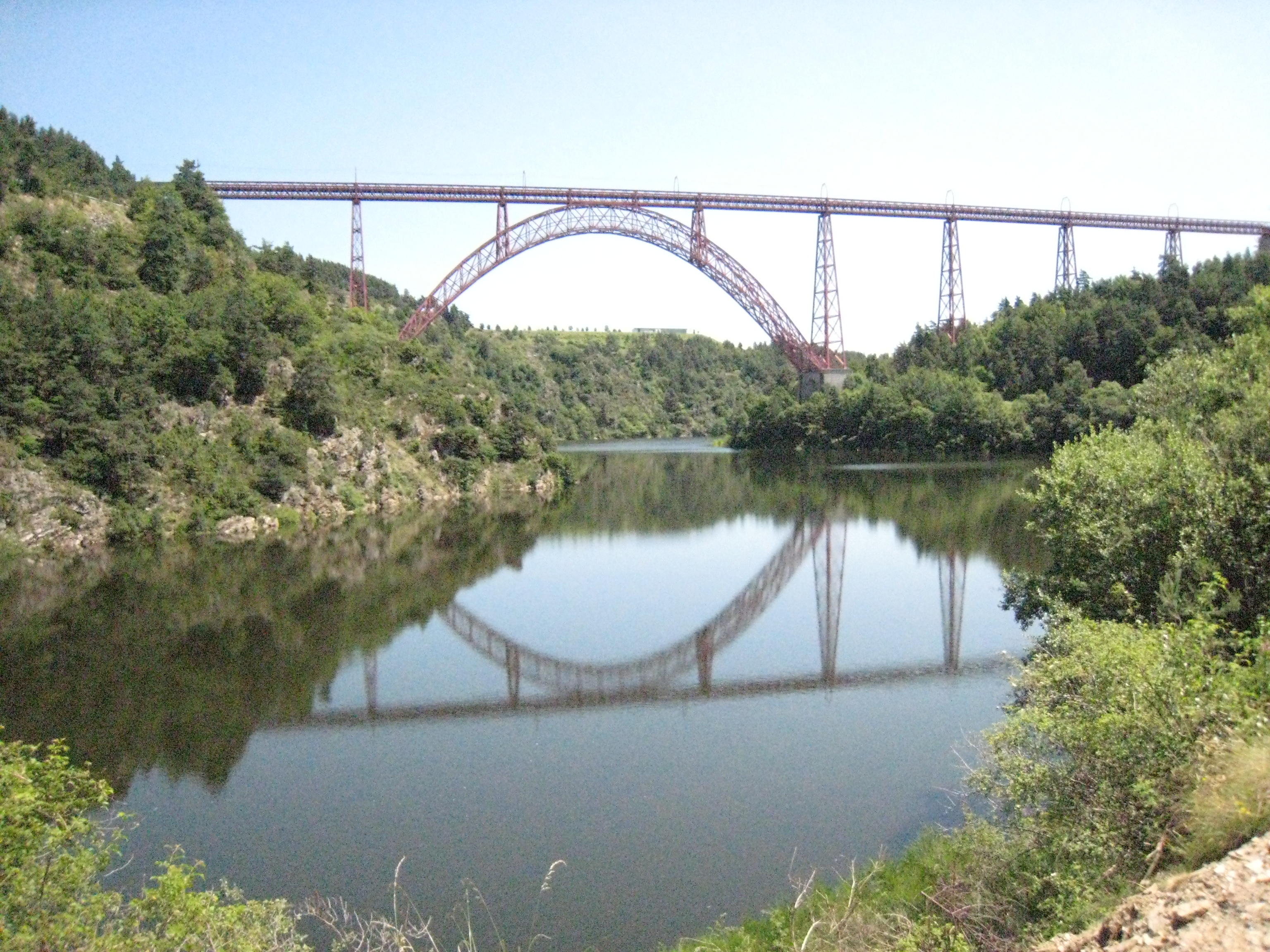
Il viadotto di Garabit che attraversa la Truyère data dagli anni 1880-84 ed è opera di Gustave Eiffel
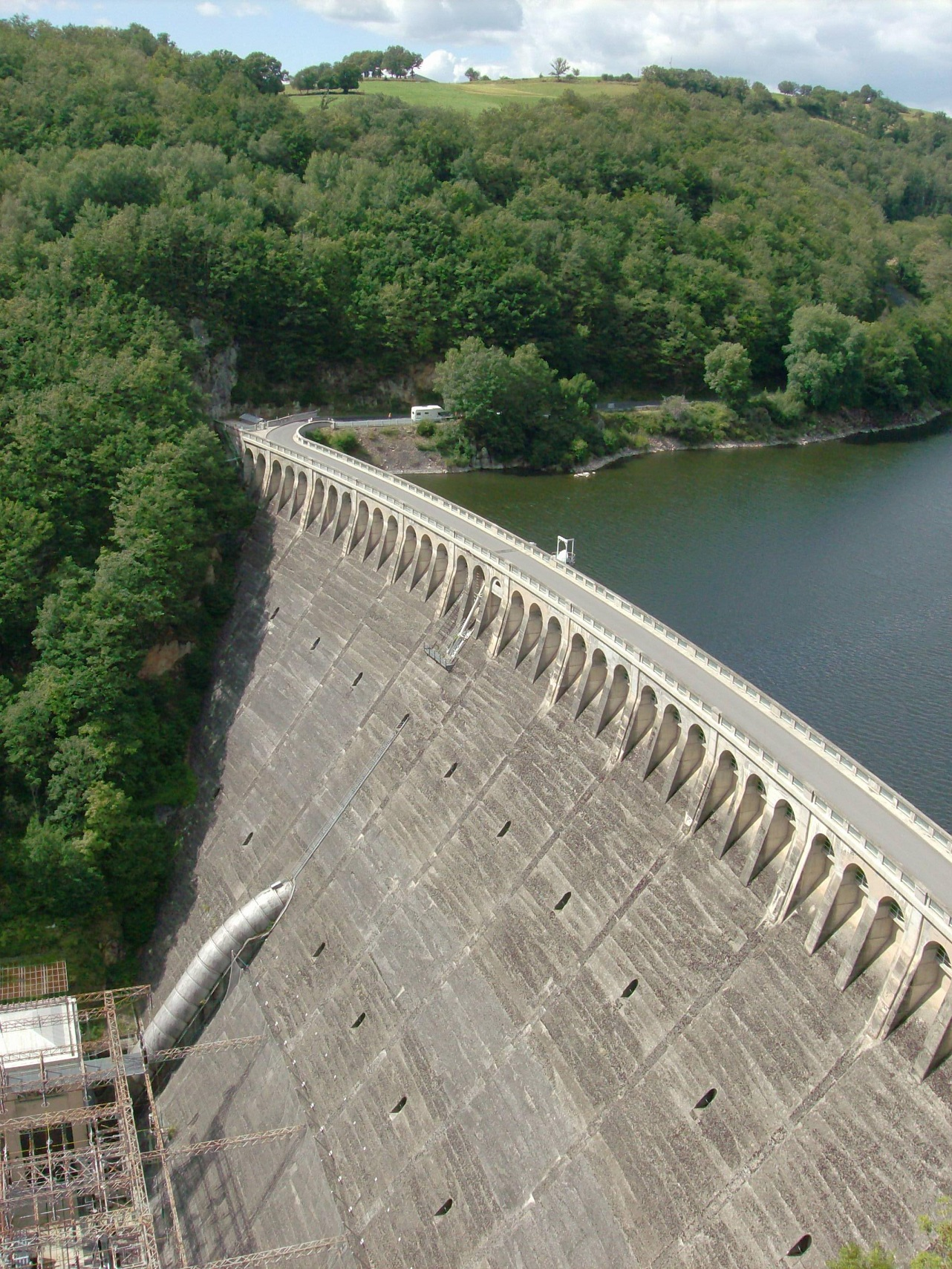
La diga di Sarrans
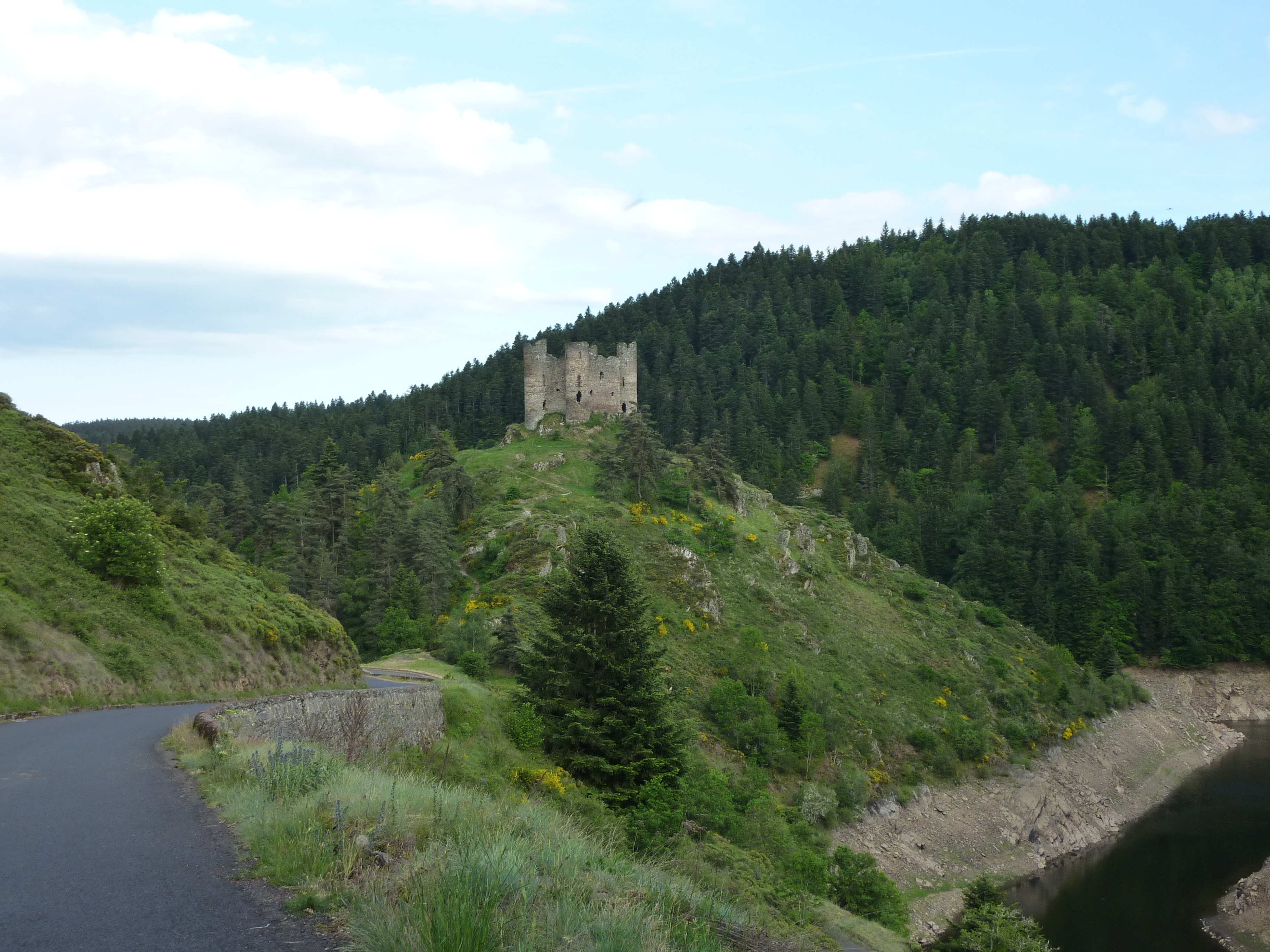
La Truyère con il castello di Alleuze
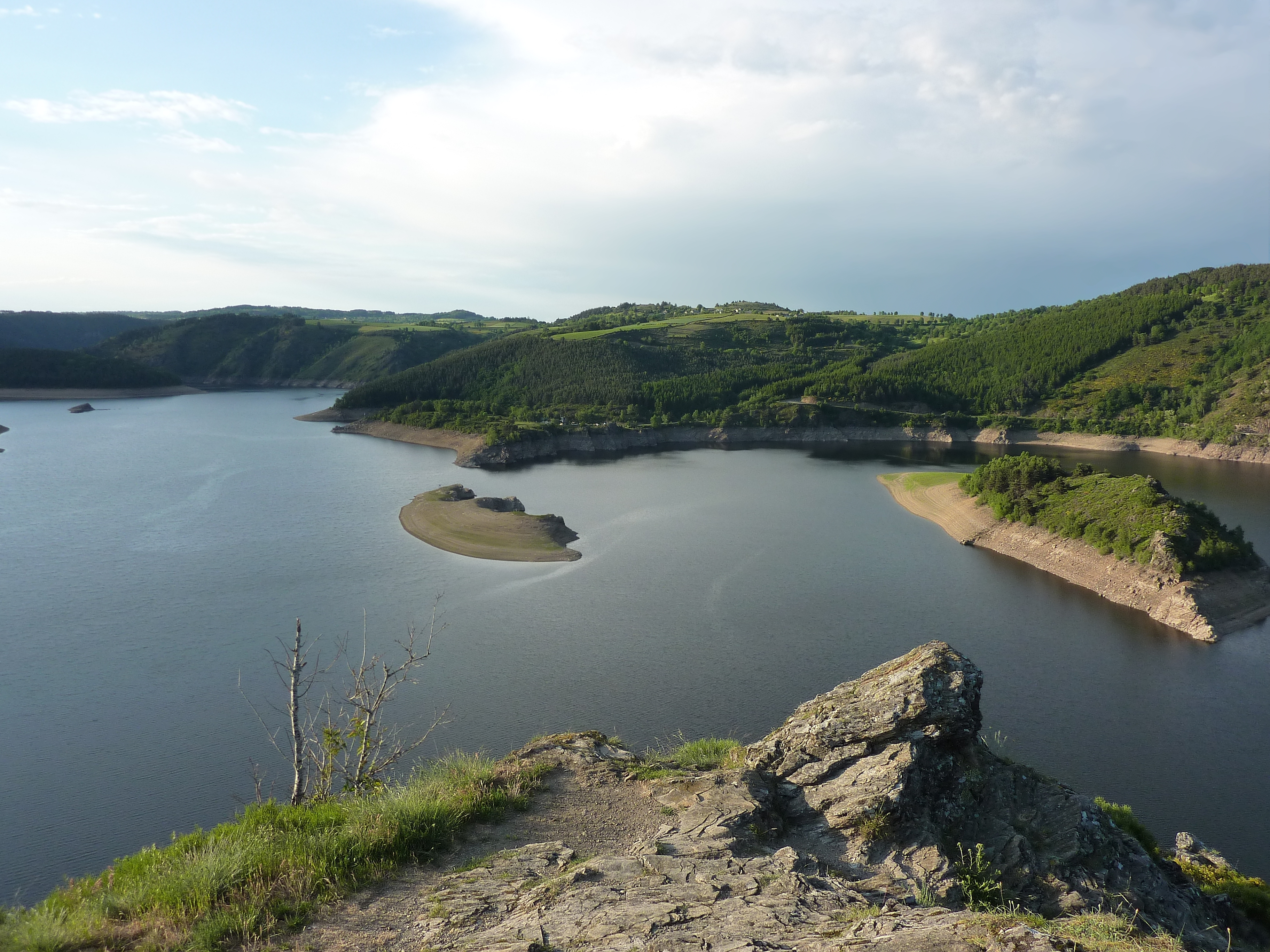
La Truyère e il lago di Grandval